# گینوسار
گینوسار (به لاتین: Ginosar) یک منطقهٔ مسکونی در اسرائیل است که در ایمک هایاردن واقع شده‌است.